# Osterwieck
Osterwieck är en stad i Landkreis Harz i förbundslandet Sachsen-Anhalt i Tyskland.
Staden bildades den 1 januari 2010 genom en sammanslagning av de tidigare kommunerna Aue-Fallstein, Berßel, Bühne, Lüttgenrode, Rhoden, Schauen och Wülperode samt staden Osterwieck.
|  |
|  |